# 横浜市立入船小学校
横浜市立入船小学校（よこはましりつ いりふねしょうがっこう）は、神奈川県横浜市鶴見区浜町一丁目にある公立小学校。

## 沿革
- 1928年（昭和3年）6月30日 - 横浜市潮田尋常高等小学校より分離し横浜市濱町小学校として開校。
- 1941年（昭和16年）4月1日 - 国民学校令により横浜市濱町国民学校と改称。
- 1945年（昭和20年）4月15日 - 戦災により校舎全焼。
- 1946年（昭和21年）1月31日 - 休校とし、児童は下野谷国民学校へ移る。
- 1950年（昭和25年）5月22日 - 校舎再建の陳情が採択され新校舎落成。校名は横浜市立入船小学校と改められ、下野谷から児童も戻り、この日を入船小学校の開校記念日とする。
- 1976年（昭和51年）5月22日 - 新校舎落成祝賀式。

## はだしの活動
1976年（昭和50年）頃よりはだしの活動を実施。1981年（昭和56年）にはフジテレビで紹介され、1982年（昭和57年）頃には全国紙にも紹介された。
6月に土踏まずの成長を調べるために「足型測定」を行なう。　
玉川大学教授がはだし教育の実践例として取材報告した。実は全校外遊びという遊びでもはだしになっている。

## 通学区域と進学先
出典
通学区域
- 横浜市鶴見区
  - 朝日町1丁目
  - 安善町
  - 扇島
  - 寛政町
  - 汐入町3丁目
  - 末広町2丁目
  - 仲通3丁目
  - 浜町
  - 弁天町の一部

- 進学先中学校は、横浜市立寛政中学校である。